# Cosmiquiloyan
Cosmiquiloyan är en ort i Mexiko.   Den ligger i kommunen Tlapacoyan och delstaten Veracruz, i den sydöstra delen av landet, 210 km öster om huvudstaden Mexico City. Cosmiquiloyan ligger 439 meter över havet och antalet invånare är 210.
Terrängen runt Cosmiquiloyan är kuperad söderut, men norrut är den platt. Runt Cosmiquiloyan är det ganska tätbefolkat, med 100 invånare per kvadratkilometer. Närmaste större samhälle är Tlapacoyan, 3,7 km sydost om Cosmiquiloyan. I omgivningarna runt Cosmiquiloyan växer huvudsakligen savannskog.